# Arbeit adelt
Das Theaterstück Arbeit adelt von Detlev von Liliencron erschien 1887.
Protagonist des 1872 in New York spielenden „Genrebilds in 2 Akten“ ist Graf Gyldenkralle, der, darin Liliencron ähnlich, seinen Abschied von der Armee nehmen musste, nachdem er 40 000 Taler Schulden gemacht hatte. Vier Wochen nach seiner Ankunft in der Neuen Welt sucht er den zu Wohlstand gekommenen Auswanderer Smith in dessen „Haus in der fünften Avenue“ auf, um ihn, gekleidet „im eleganten, unverkennenbaren Civil eines Preußischen Offiziers“, darum zu bitten, ihm eine Anstellung zu verschaffen. Das Angebot, als Reitknecht seiner Tochter zu arbeiten, findet er zunächst jedoch unzumutbar, obwohl Smith ihm vorhält: „Arbeit schändet nicht – Arbeit adelt!“ Doch als er Maria mit ihren „wundervollen Augen“ sieht, wird er anderen Sinnes. Natürlich verlieben sich die beiden dann auch ineinander, und Smith stimmt nicht nur ihrer Heirat zu, sondern tilgt auch die Schulden des Schwiegersohns.

## Weitere Verwendungen
Unter dem Titel „Die Arbeit adelt“ war 1862 Marie Sophie Schwartz’ Roman „Arbetet adlar mannen“ (1859), aus dem Schwedischen übersetzt von August Kretzschmar, bei F. A. Brockhaus erschienen. 1864 brachte die Franckhsche Verlagshandlung eine Übersetzung von C. Büchele unter dem wörtlicheren Titel „Arbeit adelt den Mann“ heraus.
1905 veröffentlichte der Gothaer Unternehmer Philipp Harjes „objektive Erinnerungen aus den Vereinigten Staaten Nordamerikas“ unter dem Titel „Eine Reise nach dem Lande, wo die Arbeit adelt“.
Hedwig Courths-Mahlers Roman „Arbeit adelt“ von 1921 erschien später unter dem Titel „Die Tochter der Wäscherin“.
„Arbeit für Dein Volk adelt Dich selbst“ oder kurz „Arbeit adelt“ war Motto des 1935 eingeführten Reichsarbeitsdienstes.
„Arbeit adelt“ heißt ein Lied der Minimal-Electro-Band Welle: Erdball aus dem Jahr 1998.